# Vivid (альбом)
Vivid — дебютний студійний альбом американського гурту Living Colour, випущений 3 травня 1988 року на Epic Records. Це один із найпопулярніших альбомів 1988 року, він досяг 6 місця в чарті US Billboard 200 і отримав статус двічі платинового за версією RIAA. Альбом включений у книгу 1001 Albums You Must Hear Before You Die. Також альбом включений в рейтинг «100 кращіх метал альбомів усіх часів» за версією Rolling Stone.

## Треклист
Автор музики і слів — Вернон Рід, за винятком зазначених.. 
| Оригінальний запис | Оригінальний запис                                | Оригінальний запис                            | Оригінальний запис |
| #                  | Назва                                             | Автор                                         | Тривалість         |
| ------------------ | ------------------------------------------------- | --------------------------------------------- | ------------------ |
| 1.                 | «Cult of Personality»                             | Рід, Мазз Скіллінгз, Корі Гловер, Вілл Келхун | 4:54               |
| 2.                 | «I Want to Know»                                  |                                               | 4:24               |
| 3.                 | «Middle Man»                                      | Гловер, Рід                                   | 3:47               |
| 4.                 | «Desperate People»                                | Келхун, Рід, Гловер, Скіллінгз                | 5:36               |
| 5.                 | «Open Letter (To a Landlord)»                     | Рід, Трейсі Морріс                            | 5:32               |
| 6.                 | «Funny Vibe»                                      |                                               | 4:20               |
| 7.                 | «Memories Can't Wait (кавер-версія Talking Heads» | Девід Бірн, Джеррі Гаррісон                   | 4:30               |
| 8.                 | «Broken Hearts»                                   |                                               | 4:50               |
| 9.                 | «Glamour Boys»                                    |                                               | 3:39               |
| 10.                | «What's Your Favorite Color? (Theme Song)»        | Рід, Гловер                                   | 3:56               |
| 11.                | «Which Way to America?»                           |                                               | 3:41               |
| 49:13              |                                                   |                                               |                    |

| Бонус-треки перевидання CD 2002 | Бонус-треки перевидання CD 2002                                          | Бонус-треки перевидання CD 2002 |
| #                               | Назва                                                                    | Тривалість                      |
| ------------------------------- | ------------------------------------------------------------------------ | ------------------------------- |
| 12.                             | «Funny Vibe» (Funky Vibe Mix)                                            | 3:43                            |
| 13.                             | «Should I Stay or Should I Go» (Мік Джонс)                               | 2:27                            |
| 14.                             | «What's Your Favorite Color? (Theme Song)» (Leblanc Remix)               | 5:39                            |
| 15.                             | «Middle Man» (Концертний запис, Cabaret Metro, Чикаго; 9 листопада 1990) | 3:49                            |
| 16.                             | «Cult of Personality» (Концертний запис, Ritz, Нью-Йорк; 1988)           | 4:59                            |

## Учасники запису
Living Colour
- Корі Гловер — вокал
- Вернон Рід — гітари
- Мазз Скіллінгз — бас-гітара
- Вілл Келхун — ударні

Додатковий персонал
- Мік Джаггер — губна гармоніка на треку 8, бек-вокал на треку 9
- Chuck D — реп на треку 6
- Flavor Flav — соціальний коментар до доріжки 6
- The Fowler Family — додатковий бек-вокал на треках 2 і 5
- Денніс Даймонд — карнавальний баркер на треку 8

Продюсування
- Ед Стазіум — продюсер та звукоінженер на треках 1-8 і 10, зведення на треках 9 і 11
- Мік Джаггер — продюсер треків 9 і 11
- Рон Сен-Жермен — звукоінженер на трасах 9 і 11
- Paul Hamingson — звукоінженер на треках 1-8 і 10, зведення
- Денні Мормандо, Дебі Корніш, Стівен Іммервар, Майк МакМакін, Том Дурак, Ю. Е. Натасі — асистенти звукоінженерів
- Грег Калбі — мастеринг

## Чарти
| Chart (1988—1989)                                    | Peak position |
| ---------------------------------------------------- | ------------- |
| Нідерланди Dutch Albums (MegaCharts)                 | 92            |
| Нова Зеландія New Zealand Albums (Recorded Music NZ) | 2             |
| Норвегія Norwegian Albums (VG-lista)                 | 15            |
| США Billboard 200                                    | 6             |

| Chart (1989)              | Position |
| ------------------------- | -------- |
| New Zealand Albums (RMNZ) | 26       |
| US Billboard 200          | 13       |

| Year | Single                | Chart                          | Position |
| ---- | --------------------- | ------------------------------ | -------- |
| 1989 | «Cult of Personality» | Billboard Hot 100              | 13       |
| 1989 | «Cult of Personality» | Mainstream Rock                | 9        |
| 1989 | «Open Letter»         | Billboard Hot 100              | 82       |
| 1989 | «Open Letter»         | Mainstream Rock                | 11       |
| 1989 | «Glamour Boys»        | Billboard Hot 100              | 31       |
| 1989 | «Glamour Boys»        | Mainstream Rock                | 26       |
| 2011 | «Cult of Personality» | Rock Digital Song Sales        | 21       |
| 2011 | «Cult of Personality» | Alternative Digital Song Sales | 12       |
| 2011 | «Cult of Personality» | Hard Rock Digital Song Sales   | 2        |

## Сертифікації
| Country                | Organization           | Year                   | Sales         |
| USA                    | RIAA                   | 1994                   | 2× platinum   |
| Total available sales: | Total available sales: | Total available sales: | (+ 2,000,000) |

## Нагороди
Греммі
| Year | Winner                | Category                    |
| ---- | --------------------- | --------------------------- |
| 1990 | «Cult of Personality» | Найкраще хард-рок виконання |

| Publication   | Country | Accolade                                                | Year | Rank |
| ------------- | ------- | ------------------------------------------------------- | ---- | ---- |
| Rolling Stone | US      | 100 найкращих альбомів вісімдесятих                     | 1989 | 64   |
| LA Weekly     | US      | Chuck Klosterman's Favorite Hair Metal Albums           | 2011 | 23   |
| Loudwire      | US      | Рейтинг 50 найкращих метал + хард-рок дебютних альбомів | 2015 | 33   |
| Loudwire      | US      | 80 найкращих альбомів хард-рок + метал 1980-х           | 2016 | 37   |
| Rolling Stone | US      | 100 найкращих метал-альбомів усіх часів                 | 2017 | 71   |

## Додаткові посилання
- «Vivid» at discogs